# Anabarhynchus nigrofemoratus
Anabarhynchus nigrofemoratus är en tvåvingeart som beskrevs av Krober 1932. Anabarhynchus nigrofemoratus ingår i släktet Anabarhynchus och familjen stilettflugor. Inga underarter finns listade i Catalogue of Life.